# 11294 Kazu
11294 Kazu eller 1992 CK är en asteroid i huvudbältet som upptäcktes den 4 februari 1992 av den japanska astronomen Tsutomu Seki vid Geisei-observatoriet. Den är uppkallad efter den japanske radioastronomen Kazumasa Imai.
Asteroiden har en diameter på ungefär 3 kilometer.